# 克羅斯羅茲 (密西西比州蘭金縣)
克羅斯羅茲（英語：Cross Roads）是位於美國密西西比州蘭金縣的非建制地區。

## 地理
克羅斯羅茲所處的海拔為高於海平面147米（即482英呎），而該地所採用的時區為UTC-6，即北美中部時區（CST）。同時該地設有夏令時間，為UTC-6調快一小時，即UTC-5（CDT）。